# Balonul de Aur, ediția 2003
Balonul de Aur, ediția 2004 acordat celui mai bun fotbalist din Europa de un juriu format din jurnaliști sportivi a fost câștigat de Andrei Șevcenko pe 23 decembrie 2003.Adrian Mutu a fost primul român care a câștigat Balonul de Aur. A fost al șaselea jucător al lui Juventus Torino care a câștigat premiul după: Omar Sívori (1961), Paolo Rossi (1982), Michel Platini (1983, 1984, 1985), Roberto Baggio (1993) și  Zinedine Zidane (1998).

## Clasament
| Rank | Name                 | Club              | Nationality    | Points |
| ---- | -------------------- | ----------------- | -------------- | ------ |
| 1    | Pavel Nedvěd         | Juventus          | Republica Cehă | 190    |
| 2    | Thierry Henry        | Arsenal           | Franța         | 128    |
| 3    | Paolo Maldini        | Milan             | Italia         | 123    |
| 4    | Andriy Shevchenko    | Milan             | Ucraina        | 67     |
| 5    | Zinedine Zidane      | Real Madrid       | Franța         | 64     |
| 6    | Ruud van Nistelrooy  | Manchester United | Olanda         | 61     |
| 7    | Raúl                 | Real Madrid       | Spania         | 32     |
| 8    | Roberto Carlos       | Real Madrid       | Brazilia       | 27     |
| 9    | Gianluigi Buffon     | Juventus          | Italia         | 19     |
| 10   | David Beckham        | Real Madrid       | Anglia         | 17     |
| 11   | Ronaldo              | Real Madrid       | Brazilia       | 11     |
| 12   | Henrik Larsson       | Celtic            | Suedia         | 6      |
| 13   | Alessandro Del Piero | Juventus          | Italia         | 4      |
| 13   | Dida                 | Milan             | Brazilia       | 4      |
| 13   | Roy Makaay           | Bayern München    | Olanda         | 4      |
| 13   | Alessandro Nesta     | Milan             | Italia         | 4      |
| 13   | Deco                 | Porto             | Portugalia     | 4      |
| 18   | Nihat Kahveci        | Real Sociedad     | Turcia         | 3      |
| 18   | Francesco Totti      | Roma              | Italia         | 3      |
| 20   | Michael Ballack      | Bayern München    | Germania       | 2      |
| 20   | Zlatan Ibrahimović   | Ajax              | Suedia         | 2      |
| 22   | Filippo Inzaghi      | Juventus          | Italia         | 1      |
| 22   | Jan Koller           | Borussia Dortmund | Republica Cehă | 1      |
| 22   | Adrian Mutu          | Chelsea           | România        | 1      |
| 22   | Ronaldinho           | FC Barcelona      | Brazilia       | 1      |
| 22   | Francesco Toldo      | Internazionale    | Italia         | 1      |

Au mai fost nominalizați 24 de jucători dar nu au primit nici un vot: Pablo Aimar, Sol Campbell, Iker Casillas, Cristian Chivu, Samuel Eto'o, Luís Figo, Élber Giovane, Ludovic Giuly, Oliver Kahn, Patrick Kluivert, Darko Kovačević, Claude Makélélé, Michael Owen, Pauleta, Robert Pirès, Míchel Salgado, Paul Scholes, Lilian Thuram, Hatem Trabelsi, David Trezeguet, Patrick Vieira, Christian Vieri, Sylvain Wiltord și
Gianluca Zambrotta